# Мужла
Мужла (словац. Mužla) — село, громада округу Нове Замки, Нітранський край. Кадастрова площа громади — 51.96 км².
Населення 1830 осіб (станом на 31 грудня 2019 року).

## Історія
Мужла згадується 1156 року.

## Географія
Протікають Мужлянський потік і Обідський канал.

## Населення
| Рік:            | 1994. | 2004.   | 2014.   | 2024.   |
| --------------- | ----- | ------- | ------- | ------- |
| Кількість осіб: | 1995  | 1965    | 1886    | 1838    |
| Різниця:        |       | -1,50 % | -4,02 % | -2,54 % |

| Рік:            | 2023. | 2024.   |
| --------------- | ----- | ------- |
| Кількість осіб: | 1861  | 1838    |
| Різниця:        |       | -1,23 % |